# Ayden Heaven
Ayden Edford Heaven (* 22. September 2006) ist ein englischer Fußballspieler, der für Manchester United in der Premier League spielt.

## Karriere
Am 1. Februar 2025 wechselte Heaven zu Manchester United. Sein erstes Premier-League-Spiel absolvierte er am 9. März 2025 gegen FC Arsenal.